# Temps obert
Temps obert és un cicle novel·lístic de Manuel de Pedrolo, publicat del 1963 al 1980. Per la seva mateixa concepció, i tal com diu clarament el títol, és una sèrie oberta, inacabable, infinita.

## Estructura
D'aquest projecte, Pedrolo en va redactar onze novel·les que s'articulen en dos llibres. Les nou primeres formen el llibre primer i les altres dues són l'inici d'un segon llibre, inacabat, que n'havien de seguir d'altres.
Després d’un bombardeig feixista durant la Guerra Civil que afecta l’edifici del barri de Gràcia on viu, Pedrolo imagina nou camins de vida diferents que poden sorgir d’aquell moment crític. En una versió, es dedica a la literatura, però en les altres adopta professions i maneres de viure molt diverses: des d’estraperlista fins a sindicalista, passant per representant, psicoanalista, negociant sense escrúpols, pagès, conformista i fins i tot rodamón, amb múltiples combinacions de contextos familiars i personals.
Després de completar les nou primeres històries, Pedrolo va decidir explorar encara més les possibilitats narratives. Va reprendre el desenllaç de la primera novel·la del cicle, en què el protagonista es converteix en escriptor, i el va dividir en dues noves direccions: en una, aquest estableix una relació amorosa amb una cosina; en l’altra, la relació es trenca. La seva idea inicial era molt més ambiciosa: pretenia escriure setze novel·les addicionals, oferint dues noves vies a partir del final de cadascuna de les vuit primeres històries, amb l’objectiu d’abastar «la novel·la total». Aquest projecte, que buscava explorar fins a l’infinit les bifurcacions del destí humà, era tan extraordinari com irrealitzable. Després d’haver completat onze títols, Pedrolo va decidir donar per conclòs aquest fascinant experiment literari, que destaca per la seva audàcia i singularitat.
Temps obert és una obra que desafia qualsevol possibilitat de realització completa, reflectint una realitat igualment inabastable: cada novel·la funciona com una crònica autònoma d’una porció de realitat, però quan s’integren en el conjunt del cicle, s’acaben neutralitzant mútuament. Comparable als grans cicles de la literatura universal, aquesta obra constitueix el projecte més ambiciós i significatiu de Pedrolo, íntimament vinculat als principis de la física relativista, on el temps i les perspectives múltiples esdevenen elements clau en la comprensió del relat.

## Argument
Ens trobem en plena guerra civil (1938), durant un bombardeig que marca un punt d'inflexió en la vida dels protagonistes. Però, els afecta aquest bombardeig? Si és així, qui perd la vida: el pare, la mare, tots dos, o potser els germans? I si no els afecta directament, quines conseqüències tindran, després de la guerra, les petites activitats polítiques del pare? Pedrolo defineix el nucli familiar i el seu entorn com la “situació original”, mentre que el bombardeig es converteix en la “situació conflictiva”. A partir d’aquest moment decisiu, Pedrolo imagina nou camins diferents. Nou esdeveniments alternatius que transformen completament el protagonista, Daniel Bastida, en nou homes diferents, cadascun amb una història pròpia. Cadascuna d’aquestes possibilitats es desenvolupa com una novel·la, explorant les múltiples formes en què el destí podria haver afectat la seva vida.
Cadascuna de les diferents possibilitats determina un destí únic per a la vida d’en Daniel Bastida, configurant nou camins narratius:
- A TO1, Un camí amb Eva: La bomba destrueix casa seva, la família es trasllada a un altre barri, i en Daniel es converteix en escriptor.
- A TO2, Se’n va un estrany: La bomba no afecta la casa on viuen, però el pare és detingut, i en Daniel acaba sent un delinqüent.
- A TO3, Falgueres informa: El bombardeig provoca la mort del pare i del germà gran, i en Daniel esdevé empresari.
- A TO4, Situació analítica: Moren la mare i el germà gran a causa del bombardeig, i en Daniel es dedica a la psicoanàlisi.
- A TO5, Des d'uns ulls de dona: La casa no rep cap impacte, el pare és readmès a la feina, i en Daniel es transforma en un especulador.
- A TO6, Unes mans plenes de sol: La bomba destrueix la casa, els germans i els pares perden la vida, i en Daniel esdevé pagès.
- A TO7, L'ordenació dels maons: per culpa de la bomba, moren els pares i la germana, i en Daniel treballa com a dependent.
- A TO8, S'alcen veus del soterrani: Cap bomba no afecta la casa, però el pare s’exilia, i en Daniel es converteix en obrer.
- A TO9, Pols nova de runes velles: La família sencera sobreviu al bombardeig, s'exilia, i en Daniel viu com un desarrelat.

Aquestes nou realitats reflecteixen com un únic fet pot alterar radicalment el curs de la vida.
El cicle de Temps obert no només transforma la vida d’en Daniel Bastida, sinó també la dels seus familiars i veïns, que evolucionen al llarg de les diferents possibilitats narratives. A partir de les situacions conflictives descrites a les nou novel·les del Llibre primer, havien de sorgir nous desenvolupaments al Llibre segon, tot ampliant la xarxa de conseqüències. Tot i això, Pedrolo només va arribar a escriure dues novel·les més en aquesta fase:
- A TO10, Cartes a Jones Street, un fracàs personal d’en Daniel a TO1 deriva en una relació eròtica, que es manté mentre ell esdevé un factòtum literari.
- A TO11, “Conjectures” de Daniel Bastida, la mateixa relació es trenca, i en Daniel es transforma en un novel·lista marginal.

L’estructura del cicle estava concebuda per expandir-se de forma progressiva: el Llibre tercer havia de reprendre les històries iniciades al primer, mentre que el quart hauria explorat noves situacions conflictives derivades del tercer, obrint encara més vies narratives. Aquesta expansió successiva pretenia crear un univers literari infinitament ramificat, on cada desenllaç obrís portes a nous camins, reflectint la complexitat del destí humà i la multiplicitat d’opcions que defineixen les nostres vides.
Tot i que el projecte no es va completar, l’ambició de Pedrolo per crear una “novel·la infinita” continua sent una de les seves contribucions més originals i fascinants a la literatura.

## Premis
Situació analítica (TO4) obtingué el premi Crítica Serra d'Or 1972.